# Польское химическое общество
Польское химическое общество (пол. Polskie Towarzystwo Chemiczne) — польское научное общество, основанное в 1919 году в Варшаве. Первым председателем Общества был доктор наук, профессор Леон Мархлевский (1919—1927 гг.).
Согласно Уставу, целью Общества является развитие химических наук, а также популяризация и распространение химических знаний.
По данным на 2020 год, в состав Общества входят 18 региональных филиалов и 28 тематических научных секций, членами Общества являются 1959 человек.
В 1967 году Обществом был основан Музей Марии Склодовской-Кюри, экспозиция которого посвящена её жизни и научной деятельности.
Общество активно сотрудничает с международными научными организациями, является членом Европейского химического общества.
Общество издаёт научный журнал Wiadomości Chemiczne, в котором публикуются обзорные статьи, информирующие о современных тенденциях и научных исследованиях в области химии.
Обществом учреждены награды и премии за выдающиеся достижения в области химии, в том числе медаль имени Марии Склодовской-Кюри, медаль имени Анджея Снядецкого, медаль имени Виктора Кемуля и ряд других.
Председателем Общества является доктор химических наук, профессор Izabela Nowak.
Актуальная информация о научной и практической деятельности Общества публикуется на сайте www.ptchem.pl.